# Афонино (Кстовський район)
Афонино (рос. Афонино) — присілок в Кстовському районі Нижньогородської області Російської Федерації.
Населення становить 3360 осіб. Входить до складу муніципального утворення Афонинська сільрада.

## Історія
Від 2009 року входить до складу муніципального утворення Афонинська сільрада.

## Населення
| 2002 | 2010  |
| ---- | ----- |
| 3237 | ↗3360 |